# Суинбёрн, Ричард
Ри́чард Суинбёрн (англ. Richard Swinburne; род. 26 декабря 1934, Сметик, Великобритания) — британский философ и богослов. Представитель аналитической философии. Профессор-эмерит Оксфордского университета, чьи научные работы посвящены философии науки и философии религии. Является одним из крупнейших современных теистов, пытающихся обосновать существование Бога, философскими аргументами.

## Биография
Учился в Эксетерском колледже Оксфордского университета, где первоначально изучал антиковедение, но окончил в 1957 году, получив степень бакалавра философии, политологии и экономики первого класса, и после этого продолжил исследования в области философии и теологии, на протяжении многих лет занимаясь преподаванием философии религии в различных университетах.
В 1972—1985 годах преподавал в Килском университете.
В 1982—1984 годах читал гиффордские лекции в Абердинском университете, которые позднее легли в основу книги «Эволюция души».
В 1985—2002 годах являлся ноллотским профессором философии христианской религии Оксфордского университета.
В 1992 году был принят в члены Британской академии.
В 1990-е годы перешёл из англиканства в православие (Греческая православная церковь).

## Научная деятельность
Философский метод Суинберна отражает влияние Фомы Аквинского и отражает занятия Суинберна естественным богословием. Он признает, что заимствовал у Аквината систематический подход к философскому богословию. Суинберн, подобно Аквинату, идет от основных философских вопросов (например, вопроса о возможности того, что Бог может существовать, в работе «Согласованность теизма»), к более специфическим христианским положениям веры (например, к утверждению в своей книге «Откровение», что Бог общался с людьми в Иисусе Христе). Суинберн идёт в своей программе от философии к теологии, он стремится заново подтвердить классические христианские верования с помощью метода апологетики, который, как он полагает, совместим с современной наукой. Этот метод опирается главным образом на индуктивную логику и стремится показать, что христианская вера в наибольшей степени удовлетворяет данным опыта.
Суинберн сформулировал пять категорий, в которые попадает любой религиозный опыт:
- Публичная — верующий «ищет руку Бога в деятельности», в то время как используются и другие объяснения.
- Публичная — необычное событие, которое нарушает естественный закон (напр. хождение по водам).
- Частная — описываемая с помощью обычного языка (напр. видение лестницы Иаковом).
- Частная — не могущая быть описанной с помощью обычного языка, обычно мистический опыт.
- Частная — неясное, общее ощущение действия Божия в собственной жизни.

Суинберн также предложил два принципа для оценки религиозного опыта:
- Принцип доверия — при отсутствии какой-либо причины не верить в это следует принять то, что представляется истинным (то есть если кто-либо видит кого-то ходящим по воде, следует верить, что это возможно, если человек не находится под влиянием галлюциногена).
- Принцип свидетельства — при отсутствии какой-либо причины не верить им должно принимать, что очевидцы или верующие говорят истину, когда они свидетельствуют о религиозном опыте.

Принимал участие в дебатах о психофизиологической проблеме картезианского дуализма.

## Научные труды

### Монографии
- Swinburne R. Space and Time, 1968
- Swinburne R. The Concept of Miracle, 1970,
- Swinburne R. The Coherence of Theism. — 1977. (первая часть трилогии о теизме) (новое издание 2016)
- Swinburne R. The Existence of God. — 1979. (вторая часть трилогии о теизме) (новое издание 2004)
- Swinburne R. Faith and Reason. — 1981. (третья часть трилогии о теизме) (новое издание 2005)
- Swinburne R. The Evolution of the Soul, 1986, ISBN 0-19-823698-0.
- Swinburne R. Miracles, 1989
- Swinburne R. Responsibility and Atonement, 1989 (первая часть тетралогии о христианских учениях)
- Swinburne R. Revelation, 1991 (вторая часть тетралогии о христианских учениях)
- Swinburne R. The Christian God, 1994 (третья часть тетралогии о христианских учениях)
- Swinburne R. Is There a God?. — Oxford, New York, 1996. — 114 p. — ISBN 0-19-823545-3.
- Swinburne R. Simplicity as Evidence of Truth, The Aquinas Lecture, 1997
- Swinburne R. Providence and the Problem of Evil, 1998 (четвёртая часть тетралогии о христианских учениях)
- Swinburne R. Epistemic Justification, 2001
- Swinburne R. The Resurrection of God Incarnate, 2003
- Swinburne R. The Existence of God. — Second ed. — Oxford: Clarendon Press, 2004. — 363 p.
- Was Jesus God?, 2008
- Free Will and Modern Science, Ed. 2011, ISBN 978-0197264898
- Mind, Brain, and Free Will, 2013

#### Переводы на русский язык
- Суинбёрн Р. Есть ли Бог? = Is There a God? / пер. с англ. Ю. А. Кимелева. — М.: Праксис, 2001. — 193 с. — ISBN 5-901574-05-2.
- Суинбёрн Р. Воскресение Бога Воплощённого = The Resurrection of God Incarnate / пер. с англ.: О. Корнеев. — М.: Библейско-богословский ин-т св. апостола Андрея, 2008. — 341 с. — (Современное богословие). — ISBN 5-89647-143-2.
- Суинбёрн Р. Искупительная жертва Христа (Пер. с англ. яз. М. О. Кедровой) // Философия религии: Альманах (2010—2011) / Под ред. В. К. Шохин. — ИФ РАН, 2011. — С. 40—51. — 536 с. — 1200 экз. — ISBN 978-5-02-036485-1.
- Суинбёрн Р. Существование Бога = The existence of God / Российская акад. наук, Ин-т философии, О-во христианских философов; пер. с англ. М. О. Кедровой. — М.: Языки славянской культуры, 2014. — 462 с. — (Философская теология = Philosophical theology : современность и ретроспектива). — ISBN 978-5-9551-0717-2.